# Roman Lewandowski (spadochroniarz)

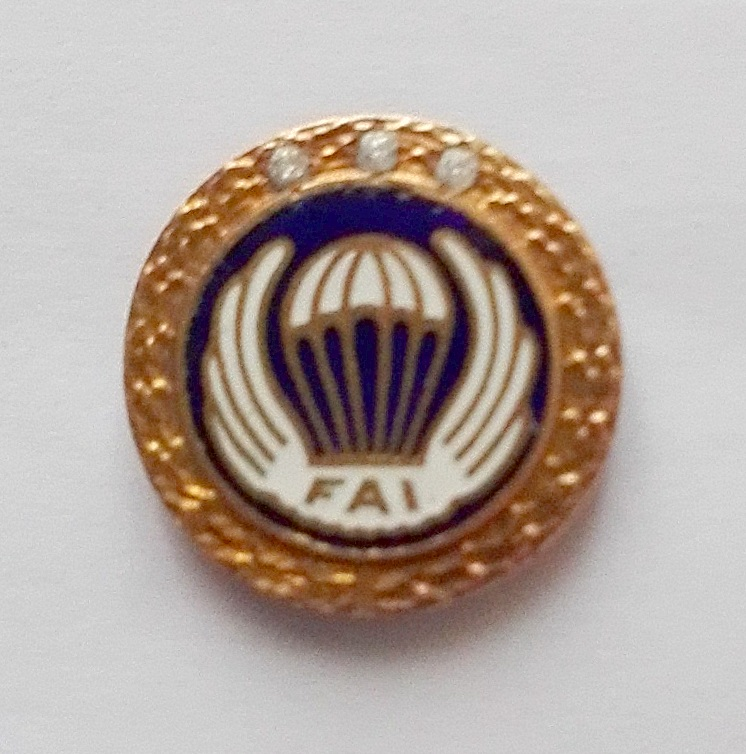
Złota odznaka skoczka spadochronowego z 3. diamentami

Roman Lewandowski (ur. 15 sierpnia 1932 w Toruniu, zm. 8 kwietnia 2017 w Legionowie) – polski skoczek spadochronowy, instruktor spadochronowy l klasy, doświadczalny skoczek spadochronowy l klasy, konstruktor spadochronów, sędzia spadochronowy klasy międzynarodowej, członek Spadochronowej Kadry Narodowej .

## Działalność sportowa
Od 1951 rozpoczął swoją przygodę z lotnictwem i spadochroniarstwem. Zdobył uprawnienia pilota i instruktora spadochronowego, pracując w wielu aeroklubach. Równocześnie jako utalentowany spadochroniarz powołany został do spadochronowej kadry narodowej i w latach 1953–1964 startował w różnych zawodach o randze krajowej i międzynarodowej, gdzie osiągał czołowe lokaty, reprezentując Polskę, m.in. w 1956 na zawodach w Moskwie zespół męski: Paweł Lipowczan, Roman Lewandowski i Józef Wójcik, zajął III miejsce w skokach grupowych . W 1959 rozpoczął pracę w wytwórni spadochronów w Legionowie, tj. Zakład Sprzętu Technicznego i Turystycznego, i działającym przy nich 26. Przedstawicielstwie Wojskowym, jako skoczek doświadczalny, a następnie kierownik działu prób. Wykonał setki niebezpiecznych skoków na prototypach spadochronów ratowniczych dla lotnictwa sportowego i wojsk powietrznodesantowych. Trafiały się jemu czasem niebezpieczne przypadki i kontuzje. Do roku 1998 wykonał 3354 skoki spadochronowe.
W uznaniu Jego zasług na polu zawodowym i sportowym został uhonorowany Krzyżem Kawalerskim Orderu Odrodzenia Polski, medalem Lotnictwa Cywilnego, medalami „Za zasługi dla obronności kraju”, złotą odznaką spadochronową z trzema diamentami i wieloma innymi wyróżnieniami.

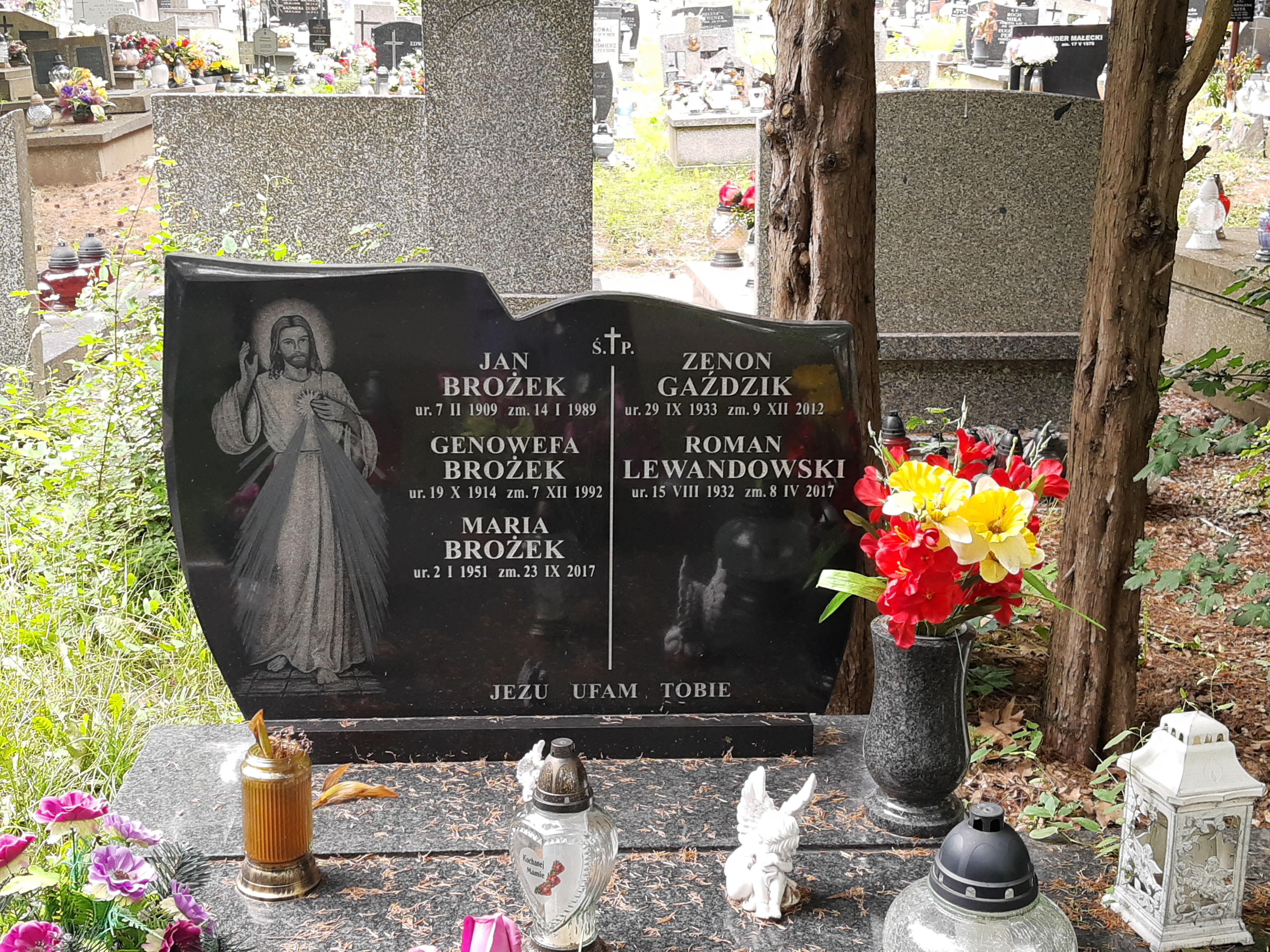
Grób Romana Lewandowskiego na Cmentarzu Prądnik Czerwony (lipiec 2021)

Roman Lewandowski zmarł 8 kwietnia 2017 i został pochowany 18 kwietnia 2017 na Cmentarzu Prądnik Czerwony (cmentarz Batowicki) w Krakowie, w grobie rodzinnym (kw. VIIIa–2–4).
Źródło:

Roman Lewandowski
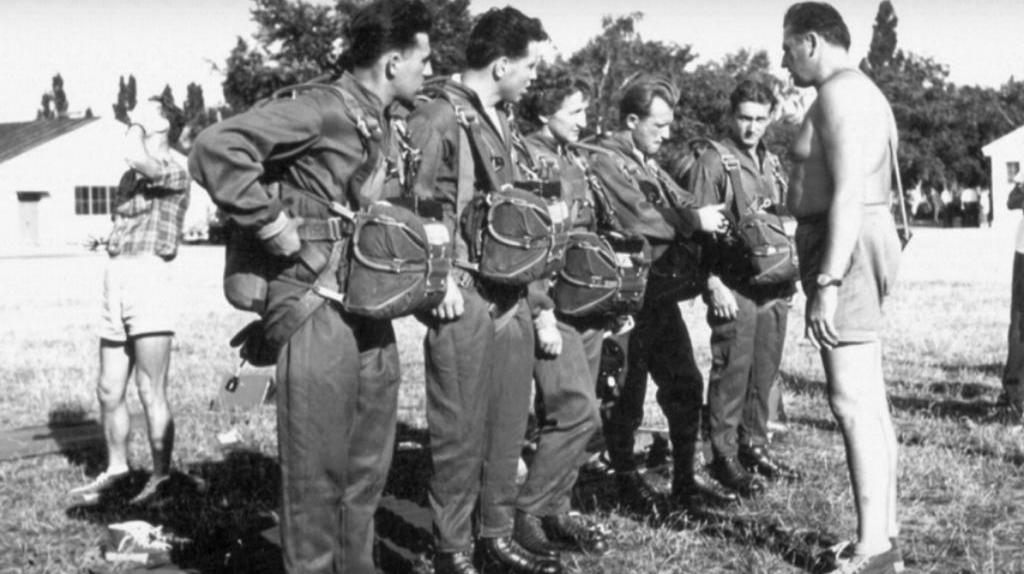
Od lewej: Jerzy Łobodda, Jan Cierniak, Anna Franke, Bolesław Gargała, Roman Lewandowski, Zbigniew Chronik (trener Kadry Narodowej) – członkowie Polskiej Narodowej Kadry Spadochroniarzy podczas instruktażu przed skokiem (1953)
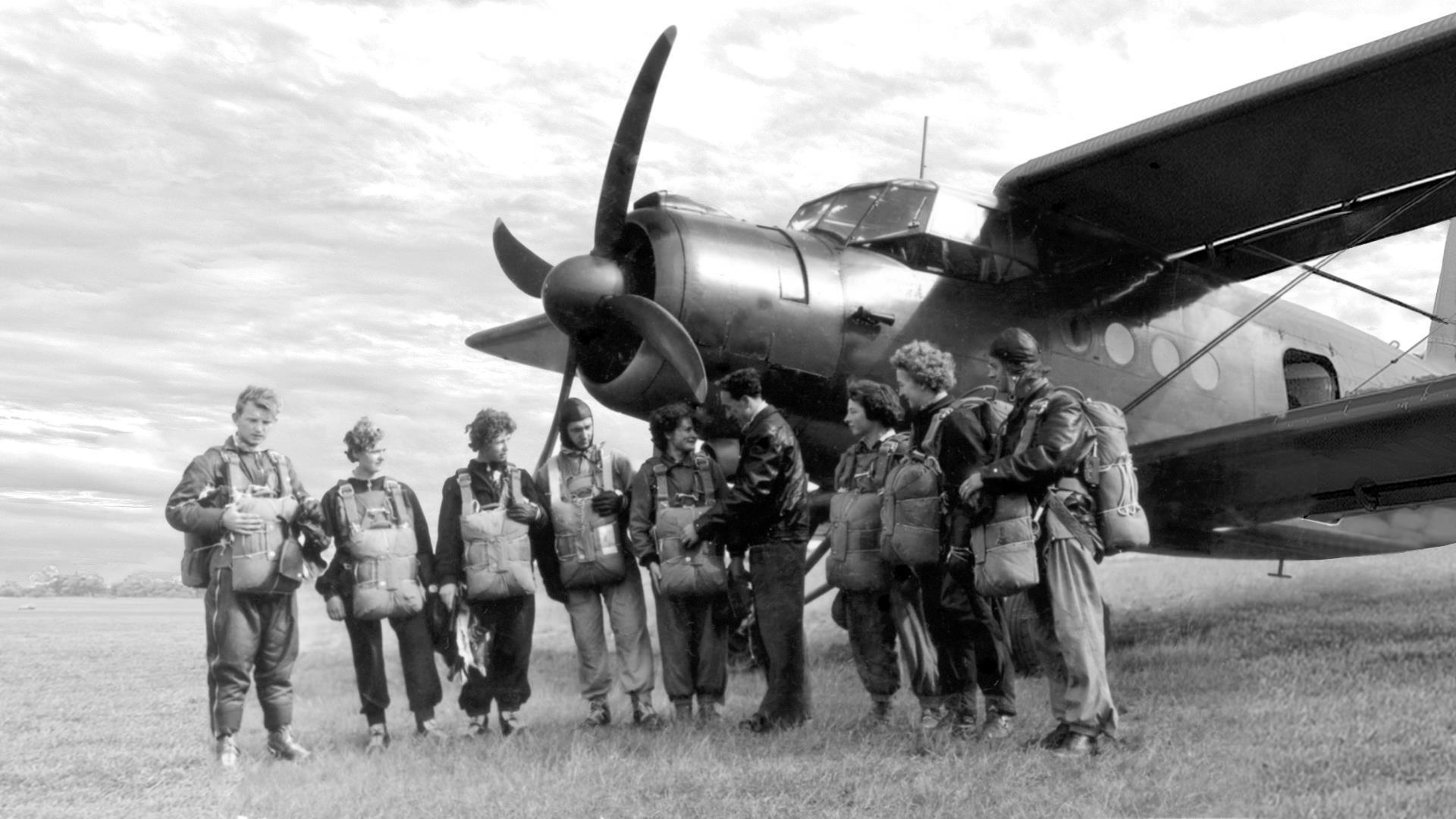
Od lewej: Józef Wójcik, Antonina Chmielarczyk, Maria Wojtkowska, Roman Lewandowski, Marianna Puchar, Mieczysław Kamiński, Wanda Szteyn (obecnie Brzyska), Anna Franke, Zdzisław Szwedziuk – członkowie Polskiej Narodowej Kadry Spadochroniarzy na linii sprawdzenia (1956)
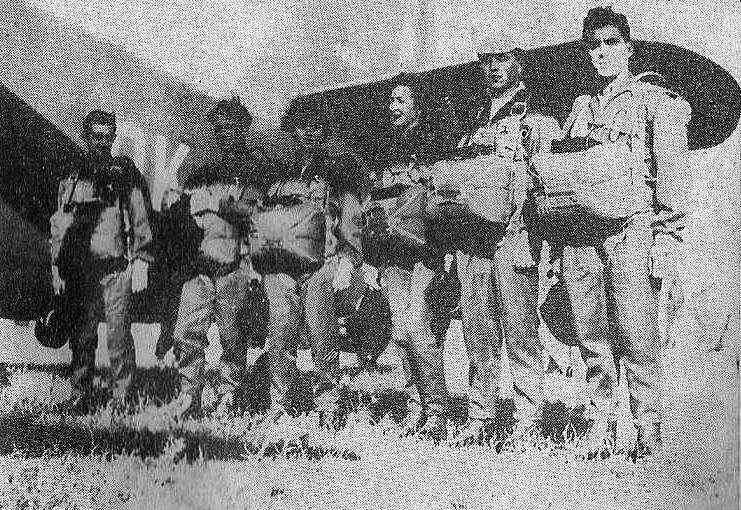
Reprezentacja Polski od lewej: Roman Lewandowski, Bolesław Gargała, Antonina Chmielarczyk, Anna Franke, Jan Cierniak, Jerzy Łobodda – IV Spadochronowe Mistrzostwa Świata Bratysława Czechosłowacja (sierpień 1958)
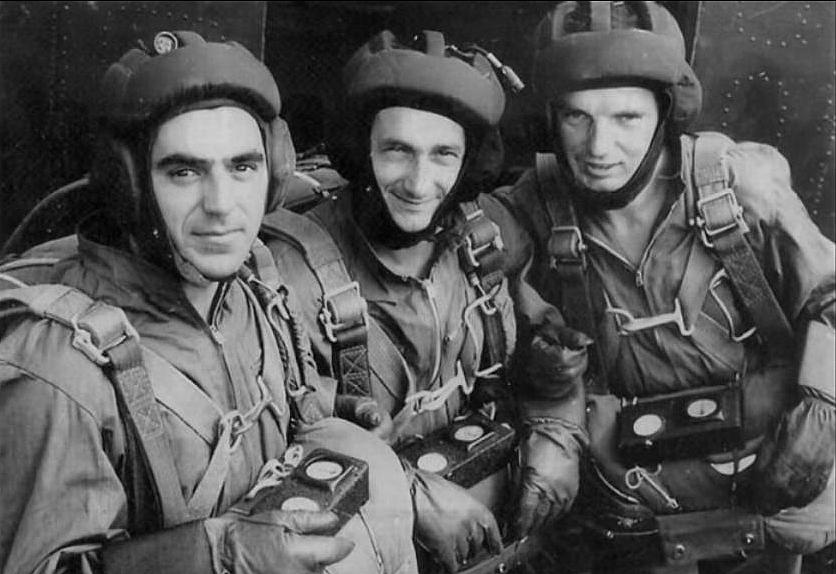
Jerzy Łobodda, Roman Lewandowski, Józef Wójcik (sierpień 1958)